# Dukuh (Kramat Jati)
Dukuh is een plaats  (wijk - kelurahan) in het bestuurlijke gebied Kramat Jati, Jakarta Timur in de provincie Jakarta, Indonesië. De plaats telt 26.824 inwoners (volkstelling 2010).